# Скуносове
Скуно́сове — село в Україні, в Путивльському районі Сумської області. Населення становить 439 осіб. До 2018 орган місцевого самоврядування — Октябрська сільська рада.

## Географія
Село Скуносове знаходиться на лівому березі річки Сейм, вище за течією на відстані 3,5 км розташоване село Дич (Буринський район), нижче за течією на відстані 1 км розташоване село Корольки, на протилежному березі — місто Путивль. Річка в цьому місці звивиста, утворює лимани, стариці (Любка) і заболочені озера.

## Історія
12 червня 2020 року, відповідно до розпорядження Кабінету Міністрів України № 723-р «Про визначення адміністративних центрів та затвердження територій територіальних громад Сумської області», село увійшло до складу Путивльської міської громади.
19 липня 2020 року, в результаті адміністративно-територіальної реформи та ліквідації Путивльського району, увійшло до складу новоутвореного Конотопського району.

## Населення
Згідно з переписом УРСР 1989 року чисельність наявного населення села становила 516 осіб, з яких 232 чоловіки та 284 жінки.
За переписом населення України 2001 року в селі мешкала 431 особа.

### Мова
Розподіл населення за рідною мовою за даними перепису 2001 року:
| Мова       | Чисельність | Відсоток |
| ---------- | ----------- | -------- |
| українська | 406         | 92,48%   |
| російська  | 33          | 7,52%    |
| Усього     | 439         | 100%     |

### Уродженці
- Бучичев Євген Миколайович (1997—2022) — — молодший сержант 15-го мотопіхотного батальйону «Суми» 58-мої окремої мотопіхотної бригади імені гетьмана Івана Виговського Збройних Сил України, учасник російсько-української війни[6].